# Does It Offend You, Yeah?
Does It Offend You, Yeah? — британская команда из Рединга, исполняющая электро-рок. Название группа позаимствовала из британского ситкома «The Office».

## История
Does It Offend You, Yeah? сформировалась в 2006 году в Рединге (Беркшир, Великобритания), а первый свой альбом You Have No Idea What You’re Getting Yourself Into команда выпустила весной 2008 года. В 2011 году ребята выпустили свой следующий альбом Don’t Say We Didn’t Warn You.
В 2008 году Does It Offend You, Yeah? заняли 9-е место в списке наиболее прослушиваемых новых групп на last.fm, а также были включены в список лучших альтернативных групп на iTunes.
Кто-то сравнивает творчество группы с такими танцевальными проектами как Daft Punk, Justice и Digitalism. Меньшему количеству людей кажется, что их творчество более сходно с The Killers или Gorillaz. NME ставит их наравне с такой группой как Muse за их
более тяжелый и более «живой» звук. Группа знаменита своими живыми выступлениями, которые частенько заканчиваются прыжками в толпу и разбиванием инструментов.
17 сентября 2021 года группа выложила на своём Youtube канале тизер нового альбома под названием «We Do Our Own Stunts».

## Состав группы
- James Rushent — солист, бас-гитара, гитара, синтезатор, вокодер
- Dan Coop — синтезатор
- Rob Bloomfield — ударные,
- Matty Derham — гитара, синтезатор, вокал
- Chloe Duveaux — бас-гитара, вокал

## Дискография

### Альбомы
| Year | Album                                              | UK Albums Chart | UK Indie Chart | UK Dance Chart |
| ---- | -------------------------------------------------- | --------------- | -------------- | -------------- |
| 2008 | You Have No Idea What You're Getting Yourself Into | 48              |                |                |
| 2011 | Don't Say We Didn't Warn You                       | 119             | 11             | 3              |

### EP
- Live @ The Fez (2008) — Live digital download EP included with every pre-order of the album.
- iTunes Live: London Festival '08 (2008)
- iTunes — Live at Lollapalooza 2008: Does It Offend You, Yeah? EP

### Синглы
| Year | Song                     | Album                                              | UK Singles Chart |
| ---- | ------------------------ | -------------------------------------------------- | ---------------- |
| 2007 | «Weird Science»          | You Have No Idea What You're Getting Yourself Into | -                |
| 2007 | «Let's Make Out»         | You Have No Idea What You're Getting Yourself Into | -                |
| 2008 | «We Are Rockstars»       | You Have No Idea What You're Getting Yourself Into | 177              |
| 2008 | «Dawn of the Dead»       | You Have No Idea What You're Getting Yourself Into | 41               |
| 2008 | «Epic Last Song»         | You Have No Idea What You're Getting Yourself Into | 91               |
| 2011 | «The Monkeys Are Coming» | Don't Say We Didn't Warn You                       | -                |
| 2011 | «Pull Out My Insides»    | Don't Say We Didn't Warn You                       | -                |
| 2011 | «Wondering»              | Don't Say We Didn't Warn You                       | -                |

### Ремиксы
- Bloc Party — «The Prayer» (Also featured on Need for Speed: ProStreet)(Wichita) Rushent / Coop
- Muse — «Map of the Problematique» (Warner Bros) Rushent / Coop
- 50 Cent — «Do You Think About Me» (Interscope) Bloomfield
- dan le sac vs Scroobius Pip — «Cauliflower» (Sunday Best) Bloomfield
- The Raconteurs — «Steady, As She Goes» (White) Rushent / Coop
- The White Stripes — «Fell in Love with a Girl» (White) Rushent / Coop
- Hadouken! — «Crank It Up» (Atlantic Records) Rushent
- The Faint — «The Geeks Were Right» (Saddle Creek) Bloomfield
- Air Traffic- «Charlotte» (Unreleased) Rushent
- Muse — «Uprising» (Warner Bros) Rushent
- Linkin Park — «The Catalyst» (Warner Bros) Bloomfield
- Natalia Kills — «Zombie» (Interscope)
- Escape the Fate — «Issues» (Interscope)
- The Naked and Famous — «Does Being Famous Offend Nudes (Punching In a Dream Remix)»

### Каверы
- «Whip It» originally by Devo — сыграна «в живую», а запись живого выступления была включена в сувенирный CD NME Awards 2008, который стал бесплатным приложением к каждому экземпляру журнала, вышедшего 27 февраля 2008 года.

## Видеография
- «Weird Science» — 2007
- «Let’s Make Out» — 2007
- «We Are Rockstars» — 2008
- «Epic Last Song» — 2008
- «Dawn of the Dead» — 2008
- «We Are The Dead» — 2010
- «The Monkeys Are Coming» — 2011
- «Pull Out My Insides» — 2011